# 嬴姓
嬴姓，是一個中國漢姓，上古八大姓之一。秦國及趙國國姓，也是秦朝國君之姓，現今為極罕见姓氏。

## 歷史
《風俗通》載：伯姓出自「嬴姓，伯益之後」。伯益因助禹治水有功，故受帝舜賜姓嬴，封於嬴城（今山東省济南市莱芜區嬴城遺址）。伯益擅长畜牧狩猎，後來助禹治水有功，舜帝赐伯益为嬴姓。嬴姓实出自于少昊之后而非高阳氏。一說有所謂的“嬴姓十四氏”：趙氏、秦氏、徐氏、黄氏、江氏、郯氏、莒氏、锺离氏、运奄氏、菟裘氏、将梁氏、修鱼氏、白冥氏、蜚廉氏。
很多周朝諸侯國的國君姓是嬴；譬如秦、趙、郯、葛、黃、江、梁、徐、蕭等國。但秦朝滅亡後，嬴姓貴族為了避免打擊報復都改為趙姓，其餘的嬴姓後人也拓展演變為秦、徐、廉、費、谷、马、骆、裴、瞿、葛、鍾、梁、黃、徐、江、沈、金、郯(谈)、蓼(缪、廖)、莒(吕)、英、舒、邝(旷)等姓氏。嬴姓至宋朝已是少見的姓氏，《百家姓》已無嬴姓的排名，現在嬴姓人已經很少見了。
据《史记·卷第五·秦本纪 第五》记载，嬴姓一族因在歷史演進中受王室分封而逐漸分成十四氏，即：秦氏、趙氏、徐氏、郯氏、莒氏、锺离氏、运奄氏、菟裘氏、将梁氏、黄氏、江氏、脩鱼氏、白冥氏、蜚廉氏。
| 名称   | 介绍 |
| ------ | --- |
| 奄国   | 商代古国。嬴姓。都城為奄（今山東濟寧曲阜舊城東）。公元前1040年，周公旦东征，为西周所灭。                                                                    |
| 莒国   | 先秦古国。嬴姓，一说己姓。都城在今天山东省莒县，前431年为楚国所灭。                                                                                         |
| 徐国   | 先秦古国。嬴姓。先祖若木，都城在今天山东省郯城县一带。西周周穆王时，徐偃王在位，徐国强盛，后为周穆王所败。春秋时，为楚国所败，国势转衰。前512年为吴国所灭。 |
| 郯国   | 先秦古国。嬴姓。都城在今天山东省郯城县。約公元前414年为越国所亡。                                                                                           |
| 淮夷   | 东夷部落一支。嬴姓。另一说为衍生楚国部族群体。 |
| 江国   | 先秦古国。嬴姓。國都在(今河南息县西南)，前623年为楚国所灭。                                                                                                 |
| 黄国   | 先秦古国。嬴姓。國都在河南省潢川縣隆古鄉，前648年为楚国所灭。                                                                                               |
| 钟离国 | 先秦古国。嬴姓。國都在安徽省凤阳县一带，前601年为楚国所灭。                                                                                                 |
| 葛国   | 先秦古国。嬴姓。起源葛天氏，历经夏、商、周三朝，国祚长达约1800年。國都在河南宁陵葛伯屯(今河南修武縣)，公元前651年为宋国所灭。                               |
| 光国   | 先秦古国。己姓。在今山西省祁縣、高平縣，河南省光山縣。前650年亡於楚國。                                                                                     |
| 秦国   | 周代诸侯国。嬴姓。中国封建大一统帝国,定都咸阳。 |
| 赵国   | 周代诸侯国。嬴姓。公元前222年，为秦国所灭。 |
| 梁国   | 周代诸侯国。嬴姓。定都在陕西韩城一带。公元前641年，为秦穆公所灭。                                                                                           |

## 嬴姓趙氏
上古時代，有姓有氏，姓氏一分為二。姓是大的氏族部落集團的徽示，氏是一個姓所分出的小氏族支系的標誌。姓氏合二為一，是秦漢時才開始的。溯嬴姓淵源，顓頊高陽氏之孫皋陶（八愷之庭堅），皋陶生於山西洪洞（一説曲阜），舜因而賜以嬴姓。
嬴姓趙氏始於西周造父，造父為伯益的十五世孫。據《史記》載：“穆王使造父御，西巡狩，見西王母，樂之忘歸。而徐偃王反，穆王日馳千里馬，攻徐偃王，大破之。乃賜造父以趙城，由此為趙氏。”

## 相關連結
- 秦趙遠祖世系圖
- 秦始皇
- 秦國

## 外部連結
[在维基数据编辑]
 《欽定古今圖書集成·明倫彙編·氏族典·嬴姓部》，出自陈梦雷《古今圖書集成》